# ウェンデル・モトリー
ウェンデル・モトリー（Wendell Mottley、1941年7月2日 - ）は、トリニダード・トバゴの陸上競技選手。経済学者。政治家。

## 経歴
1964年東京オリンピックに出場。400mでは、アメリカ合衆国のマイケル・ララビーに次いで、銀メダルを獲得。さらに、4×400mリレーでも、トリニダード・トバゴチームのメンバーとして、エドウィン・スキナー、ケネス・バーナード、エドウィン・ロバーツとともに、アメリカ、イギリスに次いで銅メダルを獲得した。モトリーは、1966年のコモンウェルスゲームズにも出場し、440ヤード走と4×440ヤードリレーで優勝した。
その後モトリーは、1991年から1995年の間、人民国家運動党の政権下で財務大臣を務めた。